# Valga (Estonia)
Valga (en alemán:Walk) es un municipio urbano de Estonia (estonio linn), capital del condado de Valga en el sur del país. Ocupa un área de 16.5 kilómetros junto a la frontera de Letonia, y se encuentra a 245 km de Tallin. Históricamente Valga y la ciudad de Valka en el norte del Letonia han constituido una única ciudad, hasta su separación en 1920. Según estimaciones para 2007 la ciudad posee una población de 13.862 habitantes.

## Geografía
Valga se sitúa en el centro de un nudo de comunicaciones que incluyen carreteras y ferrocarriles. El ferrocarril de Tallin-Tartu-Riga está conectado vía Tapa con la línea principal Tallin-Narva-San Petersburgo. Valga es  un punto de conexión de carreteras internacionales. Puesto que no existe estación de ferrocarril en la vecina Valka, los trenes venidos de Letonia se dirigen directamente a Lugaži, que es la terminal de la línea letona de ferrocarril. Durante la guerra fría, Valga poseía una base aérea localizada a tres kilómetros de la frontera con Letonia. 
La ciudad histórica de Valga fue hasta 1920, una misma entidad junto a la actual ciudad letona de Valka.
El río Pedel, que atraviesa  la ciudad fue ya en la Edad Media el límite entre los condados de Sakala y de Ugandi. El nombre de Valga aparece por primera vez (con el nombre alemán Walk) como punto comercial en un libro de registros de la ciudad de Riga en 1286, pero fue el rey polaco Stefan Batory el que concedió a Valga el estatuto de ciudad el 11 de junio de 1584. Para conmemorar este hecho, en 2003 se erigió un monumento en homenaje a Stefan Batory delante de la iglesia de San Juan en el centro de la ciudad.

## Historia
Valga ha sido siempre un importante enclave comercial, ya que estaba situada en medio de Livonia y por ella pasaba la ruta de comercio entre Riga y Tartu. Además a través de la red fluvial también unía Tartu, Tallin y Narva con Pskov. (Aunque posteriormente se creó una ruta más directa para Pskov a través de Vastseliina). Más adelante, la llegada del  ferrocarril desempeñaría un importante papel en el desarrollo de la ciudad.
Valga no poseía castillos ni murallas protectoras, como era común en una ciudad medieval. Por lo tanto, sufrió numerosas invasiones en 1298, 1329, 1345 por los lituanos comandados por los grandes duques Gediminas y Algirdas. En 1419 la ciudad se convirtió en la sede del Landtag de la Confederación Livona. A partir de entonces Valga fue destruida e incendiada en numerosas ocasiones, esta vez a manos de los rusos. En 1558, durante la Guerra de Livonia, la ciudad medieval de Walk fue completamente arrasada.
En 1626 después de la Guerra polaco-sueca, Valga pasó a ser controlada por Suecia. La última gran destrucción de la ciudad se produjo durante la Gran Guerra del Norte en 1708, cuando toda Estonia pasó al dominio ruso. El hecho de que Valga continuara   existiendo a pesar de tantas destrucciones, se deba tal vez a su localización estratégica en las rutas comerciales. 
En 1783 durante la regencia de Catalina II se creó el distrito de Valga. La tasa de crecimiento de la población en Valga fue relativamente lento, aproximadamente ochenta habitantes al año, hasta la llegada del ferrocarril en 1889, fecha a partir de la cual la población empezó a crecer rápidamente. Hasta llegar a los 13.862 habitantes que  Valga tenía en 2000. El porcentaje de habitantes no estonios en Valga es del 39%.
Durante la Primera Guerra Mundial, un zeppelín alemán sobrevoló la ciudad y lanzó cuarenta bombas, que sin embargo no alcanzaron su principal objetivo, la estación de ferrocarril. En 12 de febrero de 1918 el ejército alemán ocupó la ciudad. Al finalizar la guerra las nuevas fronteras entre Estonia y Letonia son fijadas por el Reino Unido y la ciudad queda dividida el 1 de julio de 1920.
Al inicio de la Segunda Guerra Mundial, los soviets ocupan la ciudad y comienzan las deportaciones en masa de ciudadanos estonios y letones de Valga/Valka. En 9 de julio de 1941 Valga es ocupada por las tropas alemanas, siendo liberada el 19 de septiembre de 1944 e inmediatamente ocupada de nuevo por los soviets, al igual que el resto de Estonia.
El 24 de mayo de 1992, la base aérea rusa de Valga fue desmantelada y reconvertida en un puesto de guardia fronteriza. Al año siguiente se celebran las primeras elecciones locales, después de la restauración de la independencia de Estonia.

## Educación, arte y cultura
En 1944, se comienza la publicación de un periódico local, “Valgamaalane”, (tres veces por semana). Desde 2003, también existe un periódico en lengua rusa "Walk". La ciudad también cuenta con una sucursal de la televisión estonia (Eesti Televisioon) y de una estación de radio local, Raadio Ruut. 
Valga ha efectuado varios acuerdos de cooperación, el más reciente en 1995, con la ciudad vecina de Valka.
Valga se está desarrollando rápidamente. Desde 1996, la calidad de vida de la población ha mejorado notablemente. Debido entre otras cosas a la renovación de muchos edificios, entre ellos, la biblioteca central, el estadio de Valga, el museo, el hospital y el centro de cultura y ocio. Aparte de escuelas y guarderías que también se están modernizando. Desde 2003 la ciudad cuenta con una nueva estación de tratamiento de aguas que ha mejorado significativamente la calidad del agua.
Además el sector privado ha realizado grandes inversiones en los sectores comercial,  eléctrico y forestal.